# 川瀬徳太郎

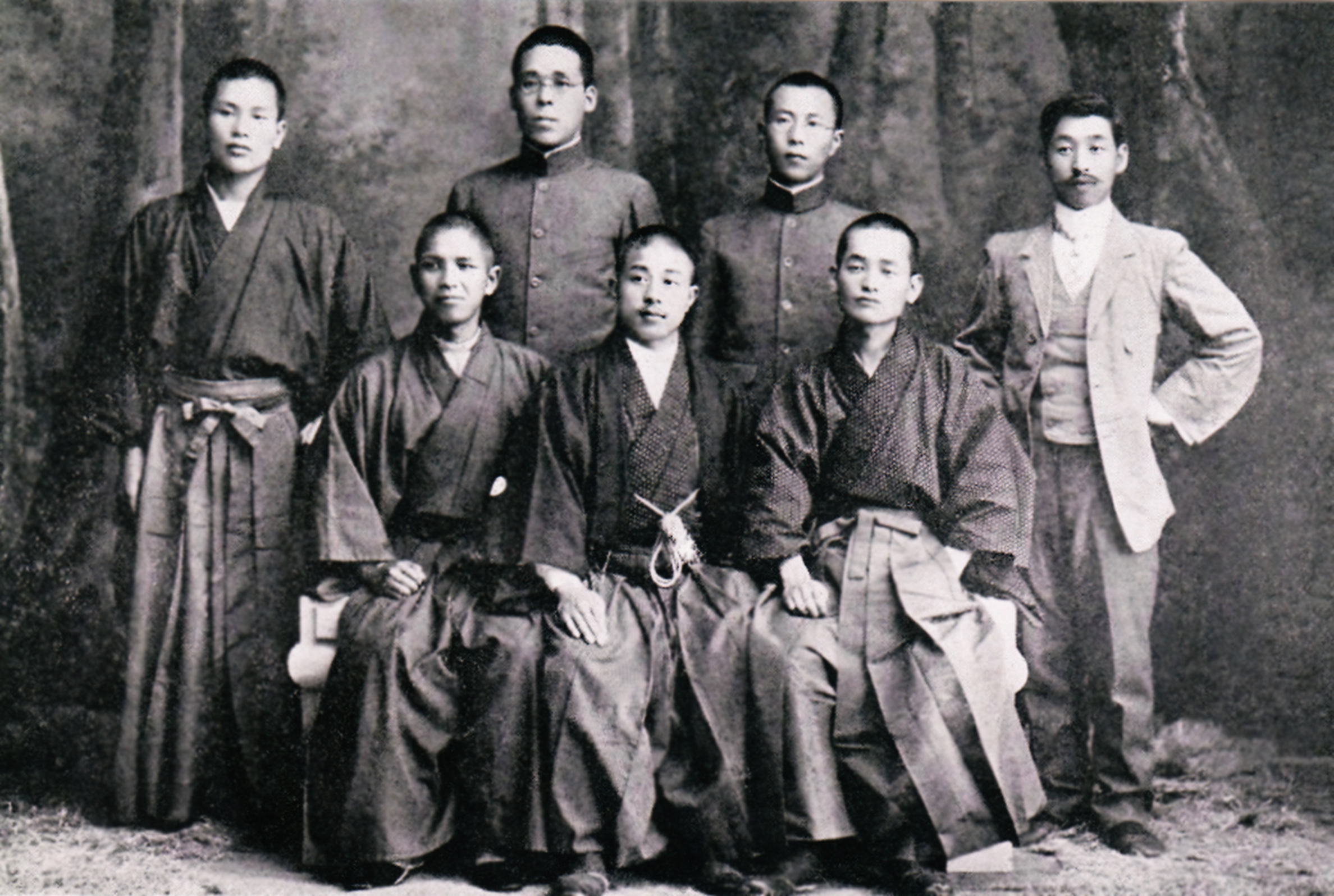
明治45年（1912年）4月 九州学院神学部（現 ルーテル学院大学）学生（前列左より）石松量蔵、川瀬徳太郎（中央）、本田傳喜、（後列左より）渡辺潔、亀山萬里、三浦豕、武藤醇

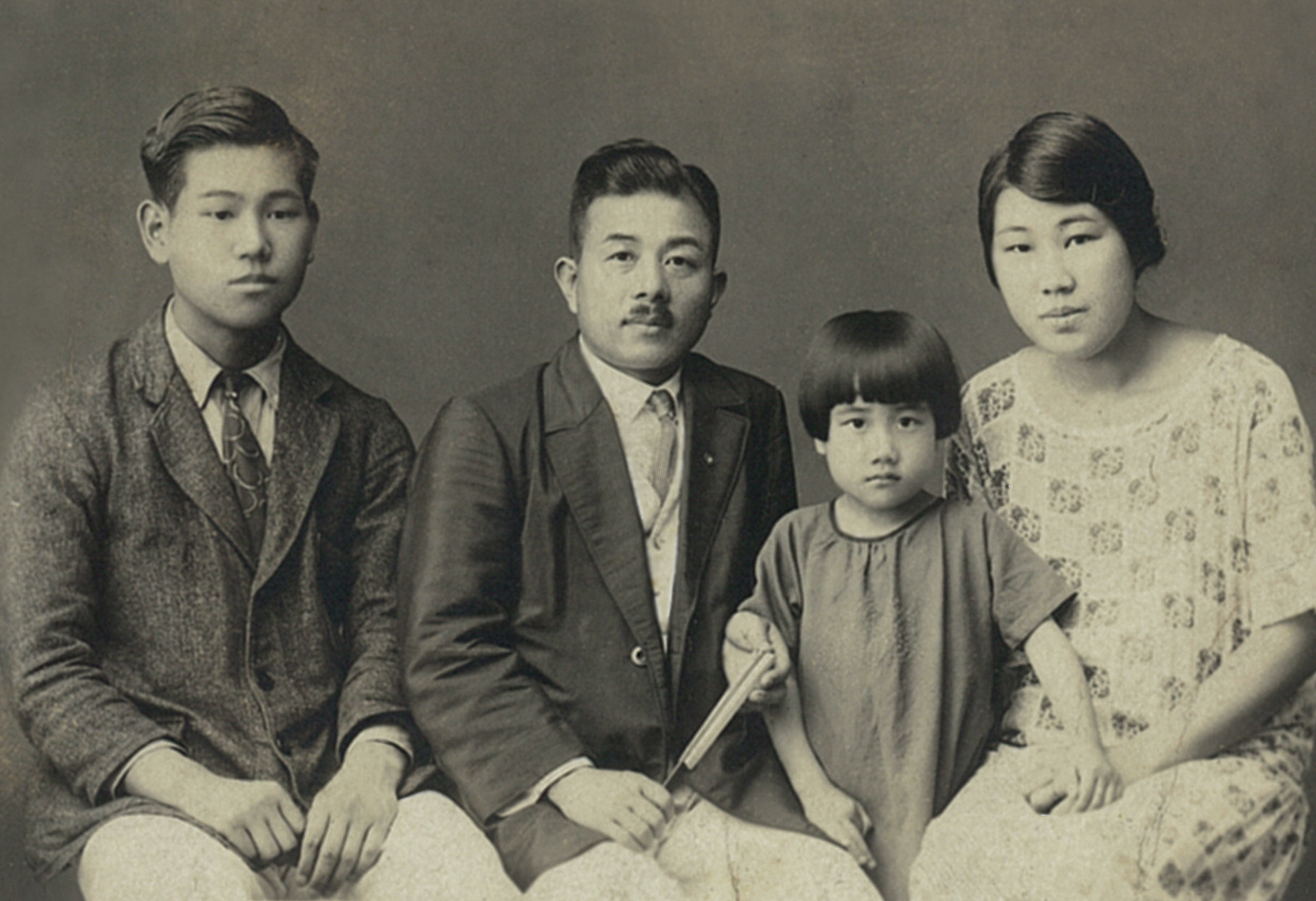
大正15年（1926年）4月、左より乾一郎、川瀬徳太郎、川瀬勝世、川瀬（乾）美世子

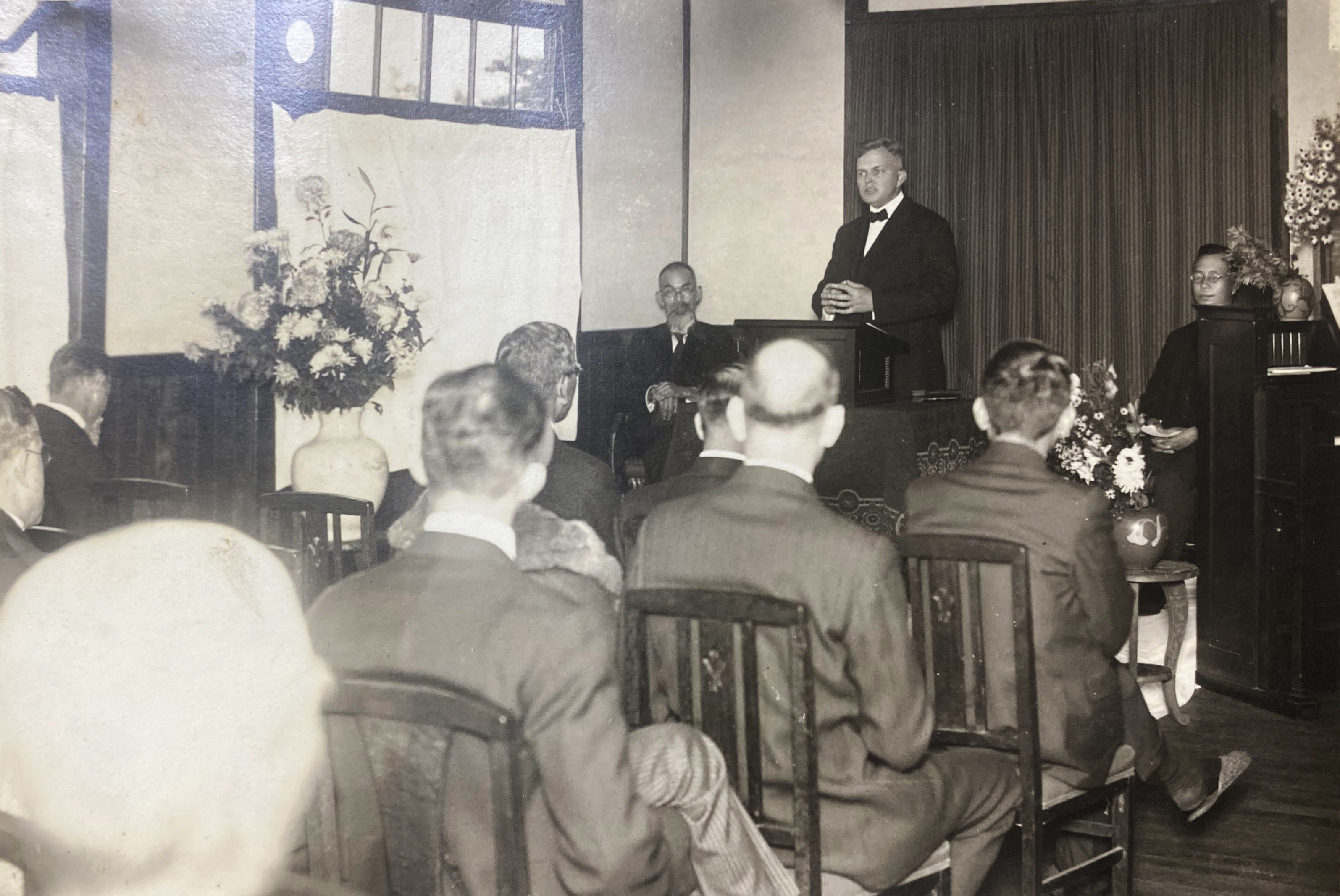
川瀬徳太郎の教会（外人説教師の横に座る眼鏡・白髭の男性が川瀬徳太郎）

川瀬 徳太郎（かわせ とくたろう、1886年（明治19年）2月20日 - 1964年（昭和39年）1月22日）は、救世軍横浜分営大尉。日本福音ルーテル八幡教会創始者・名誉牧師。廃娼運動家。前名は入江徳太郎。

## 来歴

### 生い立ち
1886年（明治19年）2月20日、入江金右衛門の三男として福岡県宗像郡岬村大字上八400番地（現・福岡県宗像市上八400番地）に生まれる。母は入江樋伊(ひい)。
1904年（明治37年）、満18歳の時、日露戦争に従軍。
復員後、福岡農学校蚕業部に奉職していた時に、同農学校兼試験所に奉職していた同僚・馬場政吉に誘われて久留米福音ルーテル教会へ通うようになり求道を始めた。

### 受洗以降
1907年（明治40年）5月、教理問答研究生として求道式を受け、6月30日、ルーテル博多教会で山内量平牧師によって洗礼を受ける。
1909年（明治42年）9月27日、ルーテル学院大学の前身である、路帖神学校が熊本市新屋敷町412番地（スタイワルト邸）に開設されると入学し、その第一期生となる。開校時の第一期学生は、松本学明（久留米教会所属）、入江(川瀬)徳太郎（博多教会所属）、高橋信太郎（熊本教会所属）、草野又五郎（熊本教会所属）の4名であった。
天資剛毅闊達にして才幹あり、1910年（明治43年）7月2日、山内量平の妻で山内幹枝（紀伊国日高郡志賀村の大庄屋・川瀬六郎左衛門の娘）の母・川瀬始代の死亡により、その名跡養子とならんことを懇請されて、同7月23日、始代(もとよ)の選定家督相続人となって川瀬姓を継いだ。
1911年（明治44年）8月16日、佐賀県佐賀市米屋町に本籍を移す。
1912年（明治45年）6月30日、神学校を卒業後、7月1日ルーテル博多教会の山内量平のもと、福岡市教会の副牧師を務めるが、思うところがあり、日本福音ルーテル教会を辞す。
1913年（大正2年）東京救世軍士官学校に入学。
1914年（大正3年）6月16日、同士官学校を卒業後、東京市本郷区弓町の本郷分隊支部長となり中尉に任ぜられる。1915年（大正4年）2月1日、横浜小隊長に任ぜられ、1916年（大正5年）1月、大尉に陞進。博愛、慈善、娼妓解放に取り組んだ。

### 恋愛
その後、高知に転任して小隊長として活躍。廃娼運動に尽力し、それがために暴漢に危害を加えられることがたびたびあった。高知で板垣退助の孫・乾美世子(みよし)を見初め、結婚を申し込むが、父の乾正士に「…君が慈善活動や廃娼運動に取り組んでいるのは分かった。しかし、結婚というものは理想だけを追い求めて成し得るものでは無い。君は学を修めかつて副牧師をしていたというが、それも一年にも未たず辞めたそうではないか。…キリスト者ならその道を極め、牧師として教会を建てるぐらいの根性と度量のある男でなければ、娘はやれぬ」と突っぱねられ、再び牧師として身を立てる決意をした。

### ルーテル教会復帰以降
1918年（大正7年）山内直丸(元紀伊藩士、山内量平の娘婿)の仲介によって、日本福音ルーテル教会に復帰を許され、再び博多教会の副牧師のとなる。同年（1918年）10月、L.S.G.ミラー宣教師の援助によって福岡県八幡市の開拓伝道に着手。
1919年（大正8年）1月12日、八幡市通町4丁目に伝道所を開設。この伝道所が後の日本福音ルーテル八幡教会の前身となる。
同年（1919年）2月1日、板垣退助の二男・乾正士の長女の乾美世子(みよし)と婚姻。路傍伝道（辻説法）を行いながら廃娼運動にも尽力した。時には遊廓の傍らに立ち「逃げて私の所へ来さえすれば、誰でも売春生活から救ってあげる」と叫ぶこともあったという。
1920年（大正9年）2月、浅原健三、西田健太郎、川瀬徳太郎らによって、友愛会から独立した自主的労働組合が日本労友会として正式発足した。同年9月、長女・川瀬勝世(かつよ)が生まれる。
1921年（大正10年）石松量蔵や鷲山誠晴とともに川瀬徳太郎も、日本福音ルーテル教会の教職・按手礼に認定されている。
1929年（昭和4年）4月、二女・川瀬光世(みつよ)が生まれる。
1934年（昭和9年）、下関教会の井上槌蔵の好意によって、福岡県八幡市石坪町1丁目に240坪の土地が与えられ、4500円の建設資金で教会堂および牧師館の計画が進められ、1937年（昭和12年）6月に、牧師館が落成。さらに10月31日の「宗教改革記念日」を期して、日本福音ルーテル八幡教会の教会堂が完成し、献堂式を挙行した。1938年（昭和13年）6月17日、本籍を福岡県八幡市大字槻田に移す。
その後も地域社会に貢献し、1959年（昭和34年）体調不良により伝道活動から引退し、八幡教会の創設者として名誉牧師となる。
1964年（昭和39年）1月22日召天。享年79。同1月27日、八幡教会で教会葬が行われた。

### 昇天五十年記念会
2014年(平成26年)7月1日、日本福音ルーテル教会総会議長・立山忠浩牧師らによって『川瀬徳太郎昇天50年、川瀬勝世昇天32年記念祭』が斎行され、日本福音ルーテル八幡教会関係者、川瀬家、板垣退助血縁子孫ら他多数が参列した。

## 家族
- 養祖父：川瀬六郎左衛門（紀伊国日高郡志賀村の大庄屋）
  - 養父：川瀬六郎左衛門
  - 養母：川瀬始代（もとよ, 　-1910年[2]）
    - 義兄：川瀬楠之丞（　　-1889年）
    - 義姉：山内幹枝（山内量平の妻）
    - 義姉：山内くに（山内紋作の妻）

  - 実父：入江金右衛門
  - 実母：入江樋伊（ひい）
    - 実兄：入江伊蔵
    - 本人：川瀬徳太郎
    - 妻：川瀬美世子（乾正士の長女、板垣退助の孫[4][5][11]）
      - 長女：川瀬勝世（片岡孝の妻、のち離縁）
      - 二女：杉崎光世（九州国際大学法学部名誉教授[12][13]）

    - 義弟：乾一郎（九州学院副牧師兼教師、芦屋教会牧師）
    - 義弟の妻：乾富美子（片岡孝の姉）

## 補註
1. 1 2 3 4 5 6 7 8 9  『横浜社会辞彙』、日比野重郎編、横浜通信社、1917年5月、38頁【川瀬徳太郎】項より。
2. 1 2  『山内量平 -日本のルーテル教会初代牧師-』坂井信生著、18頁
3. ↑  『日本キリスト教歴史大事典』
4. 1 2 3  『牧師・川瀬徳太郎先生を憶う』（所収『折尾女子学園五十年史』折尾女子学園記念史編纂委員会編、昭和60年（1985年）11月1日）
5. 1 2  『卵塔物語』乾常美編（所収『南国史談』第22号）
6. ↑  『女性史研究 特集 近代の女キリスト者 第14集』家族史研究会編、1982-06-01、19頁（近代熊本の女キリスト者たち）「パウラスが、一番頭を悩ませたのは売春婦の問題ではなかっただろうか。捨てられた老人や子供たちと違って、売春婦は必要とする人たちがいた。彼女たちが捨てられるときは病気がひどくなったって役に立たなくなるときであった。「逃げて私の所へ来さえすれば、誰でも売春生活から救ってあげる」と遊郭の近くで叫ばねばならなかった川瀬徳太郎牧師や、遊郭に売られた女たちが逃げてくる家として、宣教師館の所番地を書いたパンフレットを配ったネルセン夫人(パウラス宣教師の奥方)の協力があった。新聞記者は貧民の状態について敏感で、週に何回も話を聞きにやってきた」とある。
7. ↑  “風説新聞(第3号)”.   久留米大学デジタルアーカイブ (1964年12月20日). 2014年6月15日閲覧。
8. ↑  『日本福音ルーテル教会 教職・按手礼認定名簿(2012)』による
9. ↑  『日本福音ルーテル教会史』福山猛編、1954年4月
10. ↑  板垣会関連資料より。
11. ↑  “板垣氏”.   世界帝王事典. 2014年6月15日閲覧。
12. ↑  “杉崎光世先生略歴および主要著作目録 (後藤巖教授・大路博美教授・杉崎光世教授退職記念号)”.   九州国際大学法学論集 6(3) 巻末1-7 (2000年3月). 2014年6月25日閲覧。
13. ↑  “『板垣精神 : 明治維新百五十年・板垣退助先生薨去百回忌記念』”.  一般社団法人 板垣退助先生顕彰会 (2019年2月11日). 2019年8月15日閲覧。